# Pontificia Universidad Católica de Lima San Ildefonso
La Pontificia Universidad Católica de Lima San Ildefonso fue una universidad católica que existió entre los siglos XVII y XIX en la ciudad de Lima, Perú. 

## Historia
A inicios del siglo XVII, el Papa Paulo V fundó la Universidad Pontificia, con privilegios de tal y estaba
facultada para emitir títulos académicos, pero sólo para frailes agustinos, por Bula expedida en Roma, el 13 de octubre de 1608.
Estaba ubicada en el damero de Pizarro, cerca de la margen izquierda del Rímac, en el actual Jirón Ancash, en la actual sede de la Escuela Nacional de Bellas Artes, en la calle del Colegio Real San Ildefonso. Allí fundaron los agustinos este ateneo y, junto con la Universidad de San Marcos, eran las mejores universidades de Ciudad de los Reyes de la época.